# Милош Ђурђић (пуковник)
Милош Ђурђић (Бријешће, Сарајево 27. април 1944 - Београд, 17. август 1997) био је пензионисани пуковник Војске Републике Српске.

## Биографија
Гимназију је завршио 1963. у Сарајеву, а Ваздухопловну техничку академију, смјер радарско-рачунарски, 1966. у Рајловцу. Службовао је у гарнизонима Плесо, Приштина, Рајловац и Београд. Прије ступања у Војску Републике Српске био је на дужности референта за курсеве у Одјељењу за научноистраживачки рад Војне академије Војске Југославије, смјер Ратно ваздухопловство и противваздушна одбрана, у гарнизону Београд, у чину потпуковника. У Војсци Републике Српске био је од 8. јануара 1993. до пензионисања, 31. децембра 1996, на дужностима референта за ваздухопловно наоружање, референта за снабдијевање у Ваздухопловнотехничком одјељењу Управе Ваздухопловство и противваздушна одбрана и начелника Одјељења за везу са страним војним представницима у Главном штабу Војске Републике Српске. У чин пуковника унапријеђен је 16. јуна 1995.

## Одликовања и признања
У Југословенској народној армији одликован је:
- Орденом за војне заслуге са сребрним мачевима,
- Орденом народне армије са сребрном звијездом,
- Орденом рада са сребрним вијенцем и
- Орденом за војне заслуге са златним мачевима.[1]